# Odozana inconspicua
Odozana inconspicua är en fjärilsart som beskrevs av William Schaus 1911. Odozana inconspicua ingår i släktet Odozana och familjen björnspinnare. Inga underarter finns listade i Catalogue of Life.